# オルド自由主義
オルド自由主義（オルドじゆうしゅぎ、英: Ordoliberalism、独: Ordoliberalismus）は、20世紀ドイツで生まれた社会思想で、自由主義思想の一つ。オルドー自由主義、秩序自由主義とも。オルド自由主義に基づいて社会的市場経済がつくられた。また、新自由主義の源流の一つとされる。独占・寡占を導く古典的自由主義（自由放任主義）と計画経済はともに全体主義や経済の破綻を導くと批判し、消費者主権の経済を主張した。そのため再分配を支持し、カルテルやコンツェルンを否定している。

## 概要
フライブルク大学のヴァルター・オイケンは、古典派経済学の数理論的アプローチと、ドイツ歴史学派の歴史的アプローチを批判し、実際の市場経済を観察し、そこから経済上の問題を掬い上げる必要性を主張した。1948年、オイケンを創始者として学術雑誌「オルド」が出版され、そこで培われた自由主義的な経済思想を雑誌名からオルド自由主義と名付けられた。オルドとはラテン語で秩序を意味する。カール・メンガーやフリードリッヒ・ハイエクらオーストリア学派らの影響も指摘されるが、必ずしも一致しているわけではない。
その特徴として、経済秩序を自然な秩序と国家の介入によって生じる秩序を区別し、独占企業が物価を釣り上げることは消費者のためにならないとする観点や政府が管理計画経済を試みることは全体主義を招くなどという観点から、競争を活性化するためにカルテルやコンツェルンを制限する政策を支持する一方でケインズ主義に反対している。しかしその一方で、自由放任主義のままでは独占や中産階級が全体主義を求めることになるため、再分配も支持している。